# 하더쿨름
하더쿨름(Harderkulm 또는 Harder Kulm)은 스위스 베른고원 지역에 있는 인터라켄과 운터젠의 마을을 내려다보고 있는 해발 1,322m의 고지대이다.
하더(Harder)의 서쪽 끝에 위치해 있으며, 그 자체로 브리엔츠 호수의 북안에 도드라진 길이 약 30km 숲이 우거진 능선이다. 이 지점은 베른주의 운터젠(Unterseen)에 속하며, 운터젠과 인터라켄이 공유하는 경사면을 가진다. 뵈델리(Bödeli)라고 불리는 충적지였던 인터라켄을 가로질러 남쪽으로 뤼치네강(Lütschine)의 계곡을 따라 베른 알프스의 높은 봉우리까지 광활한 경치를 볼 수 있으며, 그 자체로 에멘탈 알프스의 일부를 형성하고 있다.
하더쿨름에는 베르크 레스토랑 하더쿨름(Bergrestaurant Harder Kulm)과 같은 성곽처럼 생긴 전망대가 자리 잡고 있다.

## 삭도

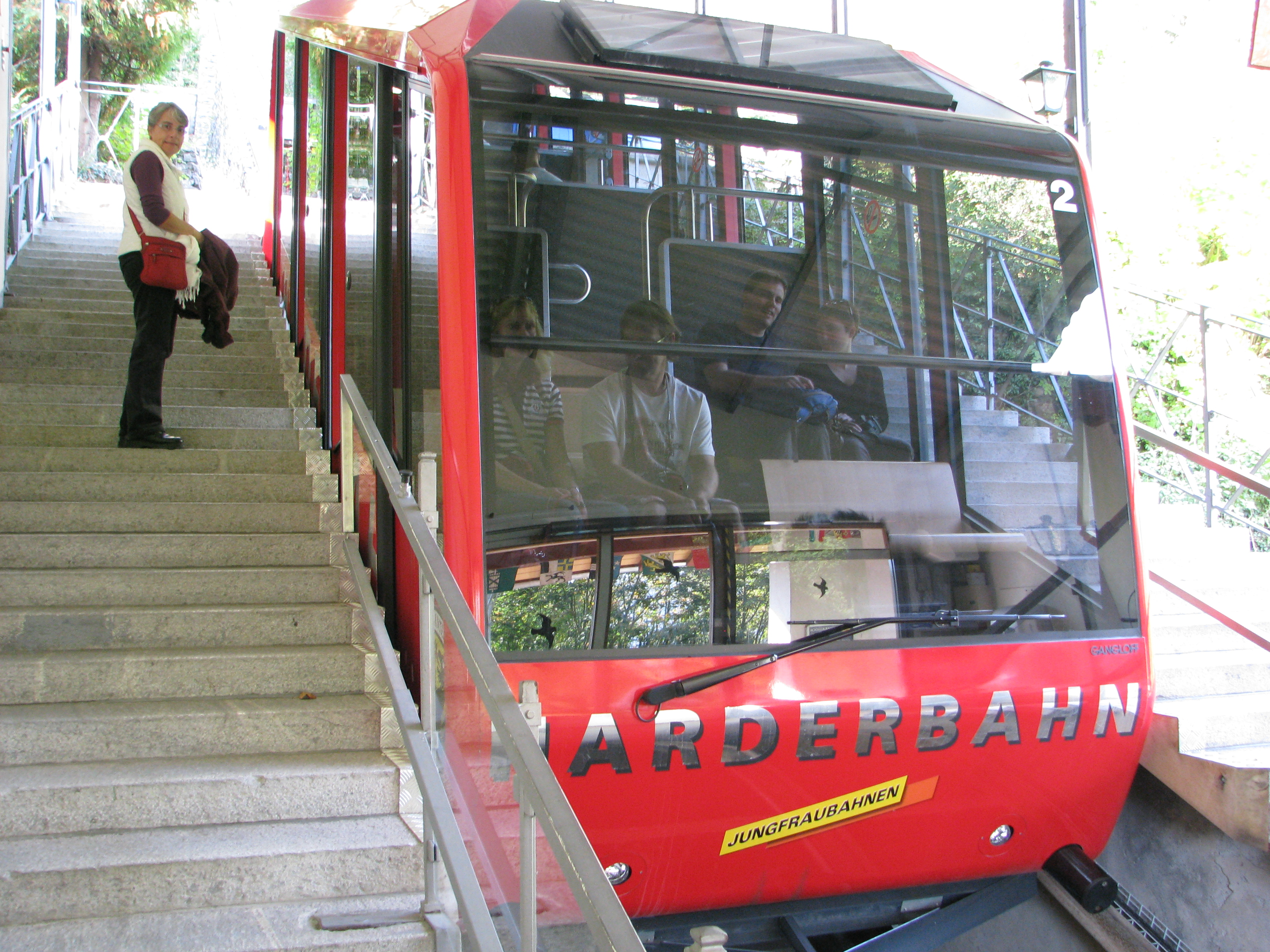
하더 케이블카

하더반(Harderbahn)은 레스토랑에서 걸어서 약 5분 거리에 있는 상부역과 인터라켄을 연결한다. 이 장거리를 여행하는데는 8분이 걸린다.